# Linea 3 (metropolitana di New York)
3 Seventh Avenue Express è una linea della metropolitana di New York che collega la città da nord, con capolinea presso la stazione di 148th Street, a sud, con capolinea presso la stazione di New Lots Avenue o di Times Square. La linea è indicata, nei cartelli in stazione e nelle mappe, con il colore rosso pomodoro poiché l'infrastruttura principale che utilizza a Manhattan è la linea IRT Broadway-Seventh Avenue.
Questa linea effettua un servizio espresso, in cui i treni fermano solo nelle principali stazioni, a Manhattan e un servizio locale, in cui i treni fermano in tutte le stazioni, a Brooklyn.

## Storia

### 1900-1999
La linea fu attivata il 23 novembre 1904 in concomitanza con l'apertura della prima tratta della linea IRT Lenox Avenue; all'epoca era una linea locale operante tra la stazioni di 145th Street e di City Hall. Il 1º luglio 1918, la linea venne deviata, a sud di 42nd Street, dalla linea IRT Lexington Avenue al nuovo prolungamento, appena aperto, della linea IRT Broadway-Seventh Avenue, attestandosi presso la stazione di South Ferry.
Dal 4 gennaio 1955, la linea iniziò ad effettuare un servizio espresso a Manhattan durante le ore di punta e, sempre nelle ore di punta, venne prolungata verso Flatbush Avenue. Il 6 gennaio 1959 il servizio tipico delle ore di punta venne esteso a tutto il periodo di apertura della linea. Nel corso dei 24 anni successivi, questa linea e la linea 2 si sono scambiate più volte i capolinea, fino al 10 luglio 1983, quando alla linea 3 è stato assegnato in modo permanente il capolinea di New Lots Avenue, per permetterle di accedere al deposito Livonia Yard.
Il 13 maggio 1968, la linea è stata estesa verso il nuovo capolinea di Harlem-148th Street. Inoltre, fino al 1995, di notte e durante la mattina presto di domenica, la linea svolgeva un servizio navetta tra le stazioni di 148th Street e di 135th Street. Tra marzo e ottobre 1998, per permettere lo svolgimento di alcuni lavori sulla linea IRT Lenox Avenue, la linea 3 è stata reindirizzata verso 137th Street-City College.

### 2000-presente
Dopo gli attentati dell'11 settembre 2001, la linea è ritornata a volgere un servizio locale a Manhattan. Tuttavia, dopo alcuni ritardi, il 19 settembre 2001, il servizio è stato modificato; la linea 3 svolgeva quindi un servizio espresso tra Harlem-148th Street e 14th Street, mentre il servizio a Brooklyn era effettuato dalla linea 1. La linea 3 è ritornata presso il capolinea di New Lots Avenue solo il 15 settembre 2002.
Il 27 luglio 2008 il servizio notturno della linea è stato riattivato; la linea effettua, infatti, un servizio espresso tra 148th Street e Times Square-42nd Street.

## Il servizio
La linea 3 Seventh Avenue Express, come gran parte della rete, è sempre attiva, 24 ore su 24. Dalle 24.00 alle 5.00, la linea opera tra 148th Street e Times Square utilizzando le linee IRT Lenox Avenue e IRT Broadway-Seventh Avenue con un tempo di percorrenza di circa 20 minuti. Invece, dalle 5.00 alle 24.00, la linea opera tra 148th Street e New Lots Avenue utilizzando le linee IRT Lenox Avenue, IRT Broadway-Seventh Avenue incluso il Brooklyn Branch, IRT Eastern Parkway e IRT New Lots con un tempo di percorrenza di circa un'ora.
Possiede interscambi con 18 delle altre 24 linee della metropolitana di New York, con la Port Authority Trans-Hudson, con i servizi ferroviari suburbani Long Island Rail Road e New Jersey Transit Rail, con i treni interurbani dell'Amtrak e con numerose linee automobilistiche gestite da MTA Bus, NJT Bus e NYCT Bus.

### Le stazioni servite
| Stazione                        |  | Interscambi con la metropolitana          | Altri Interscambi                                                             |
| ------------------------------- |  | ----------------------------------------- | ----------------------------------------------------------------------------- |
| Manhattan                       |  |                                           |                                                                               |
| Harlem-148th Street             |  |                                           | NYCT Bus                                                                      |
| 145th Street                    |  |                                           | NYCT Bus                                                                      |
| 135th Street                    |  | 2                                         | NYCT Bus                                                                      |
| 125th Street                    |  | 2                                         | NYCT Bus                                                                      |
| 116th Street                    |  | 2                                         | NYCT Bus                                                                      |
| Central Park North-110th Street |  | 2                                         | NYCT Bus                                                                      |
| 96th Street                     |  | 1 · 2                                     | NYCT Bus                                                                      |
| 72nd Street                     |  | 1 · 2                                     | MTA Bus • NYCT Bus                                                            |
| Times Square                    |  | 1 · 2 · 7 · A · C · E · N · Q · R · S · W | NYCT Bus • MTA Bus                                                            |
| 34th Street-Penn Station        |  | 1 · 2                                     | Long Island Rail Road • New Jersey Transit Rail • Amtrak • MTA Bus • NYCT Bus |
| 14th Street                     |  | 1 · 2 · F · M · L                         | Port Authority Trans-Hudson • NYCT Bus                                        |
| Chambers Street                 |  | 1 · 2                                     | NYCT Bus                                                                      |
| Park Place                      |  | 2 · A · C · E · R                         | MTA Bus · NYCT Bus · NJT Bus                                                  |
| Fulton Street                   |  | 2 · 4 · 5 · A · C · J · Z                 | NYCT Bus                                                                      |
| Wall Street                     |  | 2                                         |                                                                               |
| Brooklyn                        |  |                                           |                                                                               |
| Clark Street                    |  | 2                                         |                                                                               |
| Borough Hall                    |  | 2 · 4 · 5 · R                             | MTA Bus • NYCT Bus                                                            |
| Hoyt Street                     |  | 2                                         | NYCT Bus                                                                      |
| Nevins Street                   |  | 2 · 4 · 5                                 | MTA Bus • NYCT Bus                                                            |
| Atlantic Avenue-Barclays Center |  | 2 · 4 · 5 · B · D · N · Q · R             | Long Island Rail Road • MTA Bus • NYCT Bus                                    |
| Bergen Street                   |  | 2                                         | NYCT Bus                                                                      |
| Grand Army Plaza                |  | 2                                         | NYCT Bus                                                                      |
| Eastern Parkway-Brooklyn Museum |  | 2                                         |                                                                               |
| Franklin Avenue                 |  | 2 · 4 · 5 · S                             | NYCT Bus                                                                      |
| Nostrand Avenue                 |  |                                           | NYCT Bus                                                                      |
| Kingston Avenue                 |  |                                           | NYCT Bus                                                                      |
| Crown Heights-Utica Avenue      |  | 4                                         | NYCT Bus                                                                      |
| Sutter Avenue-Rutland Road      |  |                                           | NYCT Bus                                                                      |
| Saratoga Avenue                 |  |                                           | NYCT Bus                                                                      |
| Rockaway Avenue                 |  |                                           | NYCT Bus                                                                      |
| Junius Street                   |  |                                           | NYCT Bus                                                                      |
| Pennsylvania Avenue             |  |                                           | NYCT Bus                                                                      |
| Van Siclen Avenue               |  |                                           |                                                                               |
| New Lots Avenue                 |  |                                           | NYCT Bus                                                                      |

## Il materiale rotabile
Secondo gli ultimi dati dell'aprile 2020, sulla linea 3 vengono utilizzate 260 carrozze R62, assemblate a formare 26 treni da 10 carrozze. Le R62 furono realizzate dalla Kawasaki Heavy Industries tra il 1983 e il 1985. Il deposito assegnato alla linea è quello di Livonia, situato a Brooklyn.